# Polypterus bichir lapradei
Polypterus bichir lapradei is een ondersoort van de straalvinnige vissen uit de familie van de kwastsnoeken (Polypteridae). De wetenschappelijke naam van de soort is voor het eerst geldig gepubliceerd in 1869 door Steindachner.